# Ebabbar (Larsa)
L'Ebabbar era un tempio della città mesopotamica di Larsa, dedicato a Shamash.
Costruito dal re neo-sumerico Ur-Nammu, fu restaurato dai re della Dinastia amorrea, poi da quelli della Dinastia cassita e, infine, dai re neo-babilonesi Nabucodonosor II e Nabonide.
Altro importante tempio di Shamash era l'Ebabbar di Sippar.